# 6111 Дейвмаккей
6111 Дейвмаккей (6111 Davemckay) — астероїд головного поясу, відкритий 20 вересня 1979 року.
Тіссеранів параметр щодо Юпітера — 3,464.